# Ernst von Grunelius

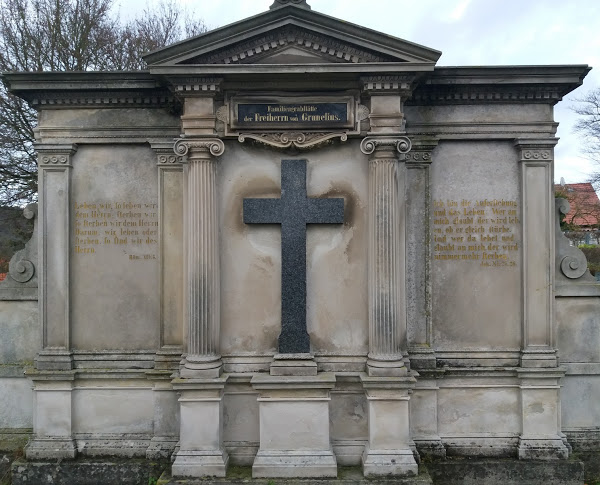
Grab der Familie Georg von Grunelius im Friedhof von Oberlauringen

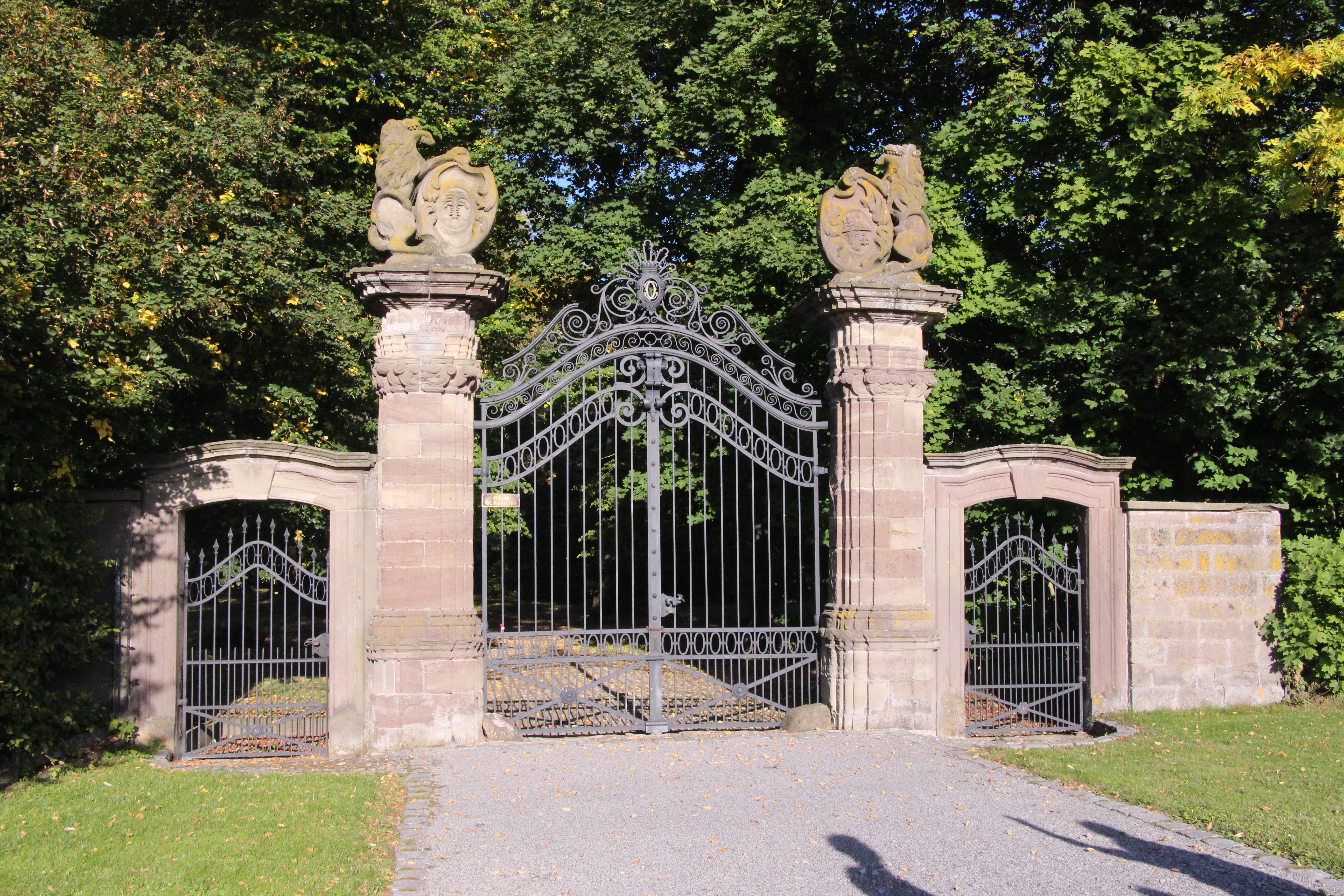
Wappen der von Grunelius (links) und der von Heyder (rechts) am Schlosstor in Oberlauringen

Ernst Grunelius, ab 1883 Freiherr von Grunelius (* 13. September 1864 in Rothof bei Königshofen; † 16. Dezember 1943 in München) war ein bayerischer Diplomat.

## Familie
Grunelius war ein Sohn des 1883 in den erblichen bayerischen Freiherrenstand erhobenen Gutsbesitzers Georg Grunelius, Herr auf Oberlauringen, und seiner ersten Frau Bertha, geb. v. Heyder. 1900 verheiratete er sich mit Gräfin Anna von Bernstorff. Die Ehe blieb kinderlos. Ernst von Grunelius war Mitglied der Bankiersfamilie Grunelius aus Frankfurt am Main.

## Leben
Nach dem Studium der Rechtswissenschaften war Ernst Grunelius von 1888 bis 1892 als Rechtspraktikant beschäftigt. Nach bestandener Staatsprüfung (1891) wurde er im Dezember 1892 Akzessist bei der Regierung von Oberbayern, im Dezember 1894 Bezirksamtsassessor in Neustadt an der Aisch. Er wechselte jedoch bald in den auswärtigen Dienst des Königreichs Bayern und trat am 1. Januar 1897 eine Stelle als Gesandtschaftsattaché bei der Gesandtschaft in Paris an. Am 1. Dezember 1903 wurde er Legationssekretär bei der Gesandtschaft am italienischen Hof in Rom, am 1. Januar 1906 Legationsrat. Im Oktober 1906 wechselte er an die Gesandtschaft in Berlin. Ab 1909 war er außerordentlicher Gesandter und bevollmächtigter Minister in St. Petersburg, ab 1. Januar 1911 im Rang eines Geheimen Legationsrats II. Klasse, ab 1. November 1913 als Geheimer Legatzionsrat I. Klasse. Nach dem Abbruch der diplomatischen Beziehungen Anfang August 1914 kehrte er nach Bayern zurück. Infolge Erkrankung des bayerischen Gesandten in Dresden wurde er im August 1916 als Gesandter in außerordentlicher Mission der Gesandtschaft am sächsischen Hof zugeteilt. Wegen Aufhebung der Gesandtschaften in Petersburg und Dresden trat er am 1. Januar 1920 in den Ruhestand.